# Papilio hoppo
Espèce
Papilio hoppo ou Paon à double anneaux est une espèce de lépidoptères (papillons) de la famille des Papilionidae. Cette espèce est endémique de Taïwan. La chenille se nourrit d'espèces du genre Citrus.

## Description

### Imago
L'imago mesure entre 75 et 85 mm d'envergure. A l'avers les ailes sont noires et parsemées d'écailles vertes. Les ailes antérieures présentent une bande verte peu marquée, les ailes postérieures sont prolongées de queues et portent des macules bleues, des lunules roses et des ocelles roses dans la partie anale. Au revers les ailes sont gris foncé, les ailes antérieures sont en partie gris clair tandis que les ailes postérieures présentent deux rangées de lunules roses. Le corps est noir et saupoudré d'écailles vertes sur le dessus.

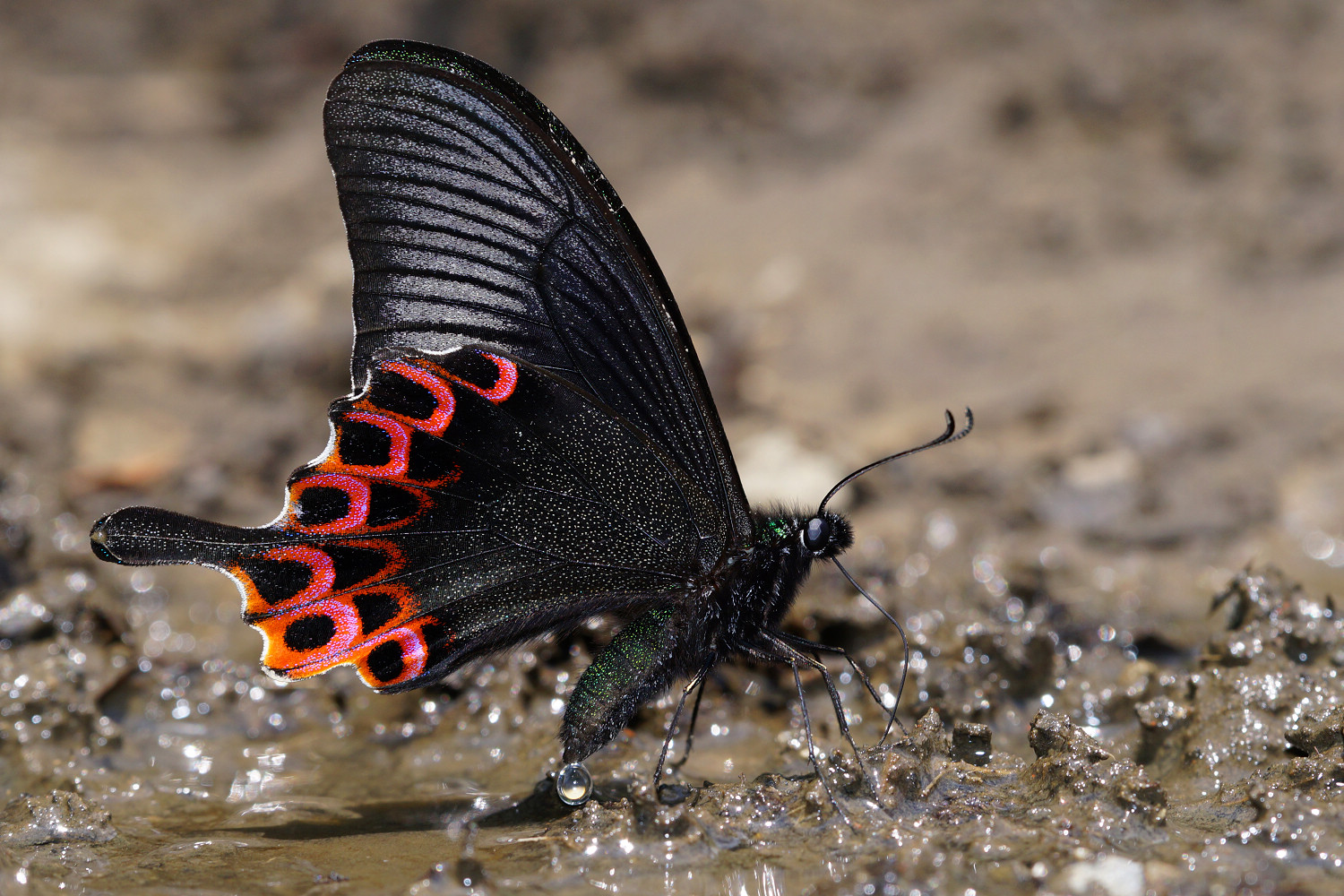
Papilio hoppo, ailes repliées

### Juvéniles
La chenille au dernier stade est verte, piquetée de tâches plus claires et ressemble à un serpent. Elle porte des ocelles orange de chaque côté du corps qui évoquent les yeux d'un serpent. La chrysalide est verte. Elle est attachée à son support par son crémaster et maintenue verticalement par une ceinture de soie.

## Écologie
La chenille se nourrit d'espèces du genre Citrus, notamment Toddalia astiatica et Tetradium glabrifolium. L'espèce passe l'hiver sous forme de chrysalide et il y a au moins deux générations par an.

## Habitat et répartition
L'espèce est endémique de l'île de Taïwan. Elle vit dans les forêts de feuillus d'altitude et se trouve rarement en-dessous de 1000 m. 

## Systématique
Cette espèce a été décrite pour la première fois par Shonen Matsumura en 1907 dans The insect world sous le nom Papilio hopps, corrigé ensuite en Papilio hopponis.

## Nom vernaculaire
En chinois l'espèce est appelée "雙環翠鳳蝶" ce qui se traduit par "Papillon à double anneau".